# كارل هنري كليرك
كارل هنري كليرك، 4 يناير 1895 - 28 مايو 1982، كان مربيًا زراعيًا، ومديرًا، وصحفيًا، ومحررًا، ووزيرًا للكنيسة انتُخب رابع كاتب سينودس للكنيسة المشيخية لساحل الذهب في الفترة 1950-1954. وفي الفترة 1960-1963، كان أيضًا محررًا لصحيفة كريستيان ماسنجر، التي أنشأتها بعثة بازل سنة 1883، بوصفها صحيفة الكنيسة المشيخية في غانا.

## النشأة والأسرة
وُلد كارل هنري كليرك في آبوري، على بعد 45 دقيقة شمال شرق العاصمة أكرا، في 4 يناير 1895. وُلد في منزل جده لأبيه، ألكسندر وورثي كليرك (1820-1906). كان والده نيكولاس تيموثي كليرك (1862-1961)، وهو لاهوتي ومبشر مدرب في بازل، أول وزير لمجلس الكنيسة المشيخية في ساحل الذهب 1918-1932 والأب المؤسس للمدرسة الثانوية الداخلية للأولاد، مدرسة المشيخية الثانوية للبنين، التي أنشئت سنة 1938. والدته، آنا أليس ماير (1873-1934) كانت من أصل غاني-دنماركي.
وفقًا للمؤرخ واللاهوتي في الكنيسة السويسرية الألمانية، هانس ڤيرنر دبرونر، فكر والد كارل كليرك، نيكولاس تيموثي كليرك، أن يرسل ابنه الصغير إلى ألمانيا سنة ١٨٩٩ لينال تدريبًا متميزًا في سنوات نشأته. أراد كليرك أن يكون ابنه مبشرًا أو مهندسًا في خدمة البعثة. لكن زملاءه في بعثة بازل ثبطوا عزيمته بشدة، بنصيحة تقول: «إن أفضل تعليم مسيحي هو التعليم الذي يقدمه الوالدان المسيحيان لطفلهما». جد كارل هنري كليرك، ألكسندر وورثي كليرك، وهو مبشر من المورافيين الجامايكيين وصل إلى المحمية الدنماركية في كريستيانسبورغ، التي أصبحت الآن ضاحية أوسو، في أكرا، ساحل الذهب سنة 1843، جزءًا من المجموعة الأصلية التي تضم 24 مبشرًا من غرب الهند، عملوا تحت رعاية جمعية بازل التبشيرية الإنجيلية في بازل، سويسرا. ألكسندر وورثي كليرك كان أحد رواد الكنيسة المشيخية في غانا وأحد قادة التعليم في غانا الاستعمارية، فأنشأ مدرسة متوسطة داخلية، هي مدرسة سالم سنة 1843. وكانت جدته لأبيه، بولين هيس (1831-1909) من الساحل الذهبي، وتنحدر من التراث الدنماركي والألماني والغاني. وكانت عمته الكبيرة ريجينا هيس (1832-1898)، معلمة رائدة ومديرة مدرسة.
عضو الجيل الثالث من عائلة كليرك البارزة تاريخيًا. كان لـكارل كليرك ثمانية أشقاء. كان أخوه الأصغر ثيودور شيلتيل كليرك (1909-1965) أول مهندس غاني خطط وطور مدينة تيما الساحلية. أخواته الأصغر سنًا هن جين إليزابيث كليرك (1904-1999)، وهي امرأة رائدة في إدارة التعليم، وماتيلدا جوهانا كليرك (1916-1984)، وهي ثاني امرأة غانية تصبح طبيبة، وأول امرأة غانية في أي مجال تربح منحة الجدارة الأكاديمية للتعليم الجامعي في الخارج. كان عم أمه إيمانويل تشارلز كويست (1880-1959)، وهو محام وقاض أصبح أول رئيس إفريقي للمجلس التشريعي 1949 - 1951، ورئيس الجمعية الوطنية لساحل الذهب 1951-1957، ورئيس الجمعية الوطنية لغانا مارس 1957-نوفمبر 1957.

## التعليم والتدريب
تلقى تعليمه في المدارس الابتدائية التابعة لبعثة بازل في وراورا وبيريكوم حيث كان والده يعمل آنذاك مبشرًا لبازل. ذهب إلى مدرسة البنين المتوسطة الداخلية، مدرسة سالم 1908-1911، مع ماكس دودو الذي أصبح مدير الكنيسة المشيخية في غانا 1955-1958. بعد ذلك حضر كليرك معهد بعثة بازل في أكروبونغ -المعروف الآن باسم كلية التربية المشيخية، أكروبونغ- 1912-1916، حيث تلقى تدريبًا في التربية واللاهوت. أسست بعثة بازل المعهد اللاهوتي سنة 1848 ثاني أقدم مؤسسة للتعليم العالي في إفريقيا الغربية الحديثة بعد كلية فوراه بي التي أنشئت سنة 1827. درس للحصول على درجة البكالوريوس في العلوم الزراعية في جامعة توسكيغي، ألاباما، بمنحة دراسية من صندوق فليبس ستوكس، قبل أن يُمنح زمالة دراسات عليا، وحصل على دبلوم تعليم مهني، في كلية المعلمين بجامعة كولومبيا بمدينة نيويورك في عشرينيات القرن الماضي. في توسكيڠي، درس كليرك أعمال عالِم النبات الأمريكي جورج واشنطن كارڤر الذي كان آنذاك عضوًا في هيئة الأبحاث في المعهد. في كتابه السنوي للجامعة، لقّبه زملاؤه «پروف»، إشارةً إلى دراسته ومكانته. وبعد أن أكمل كارل كليرك دراساته العليا في كولومبيا، أبحر إلى وطنه من ميناء نيويورك، على متن السفينة البخارية التي تحمل اسم خط مرساة توسكانيا، وعبر ميناء غلاسكو في اسكتلندا، وفقًا لبيان الركاب الصادر سنة 1926. ووصل إلى غلاسكو في 26 مارس 1926.

## المهنة

### إدارة التدريس والتعليم
كرس كليرك حياته كلها للخدمة العامة، كان مدرسًا في مدرسته الأم، مدرسة سالم (1917-1918) ومدير المدرسة (1933-1935)، مدرسة سانت توماس للرضع في أوسو (1918-1922)، كلية أكروبونغ للتدريب (1926-1932) ومدير مدرسة مانياكبوغونور المشيخية (1932-1933). 1935-1944، عُيِّن مديرًا عامًا للمدارس المشيخية في منطقة غا-أدانغمي التي تغطي مناطق أكرا الكبرى والمناطق الشرقية الآن. وخلال هذه الفترة، مكث في محطات مختلفة: محطة كبونج (1935-1936)، أودوماسي -كروبو (1937)، سومانيا (1938-1939) وأوسو (1940-1944). ثم درّس العلوم الزراعية في مدرسة أورايلي الثانوية (1955-1959) وفي كلية أكرا للتدريب (1964-1969).

### العمل الرعوي والصحافة
كان معلمًا مسيحيًا مسؤولًا عن الكنيسة المحلية في مانياكپوڠونور (1926 - 1932). وعُين قسيسًا في 6 فبراير 1944 في كنيسة إيبينيزر المشيخية، إلى جانب مرسومين آخرين هما السيدان كليلاند ونارتي. كان والد كليرك بين رجال الدين الذين أدوا مراسم الرسامة. ألقى كارل كليرك الموعظة الافتتاحية نيابةً عن خدام الإنجيل الثلاثة الذين نُصبوا حديثًا.
عمل كاهنًا في الكنائس المحلية في أبوكوبي (1944-1946)، سيكوندي (1946-1947)، تيشيه (1948) وأوسو (1949). وبوصفه قسيسًا في أبوكوبي، أسس المدرسة المتوسطة المحلية هناك. وفي أودوماسي، قاد تشكيل جوقة الكنيسة وكان عازف جوقة رئيسي وأول قائد لها. وحصل في سومانيا على مبنى الكنيسة المشيخية المحلية وأسس جوقة الكنيسة.
انتُخب رابع كاتب سينودس للكنيسة المشيخية في ساحل الذهب، حيث شغل منصب المدير الرئيسي الفعلي للمنظمة 1950-1954. وكذلك كاتب السينودس ورئيس المنظمة، كان له دور فعال في بداية واستكمال مكاتب الكنيسة القديمة في أكرا. قاد وفد ساحل الذهب وكان من بين خمسة ممثلين من إفريقيا في المجلس العالمي للكنائس، وهو اجتماع مسكوني عالمي عُقد في إيفانستون، إلينوي في الفترة 15-31 أغسطس 1954. في الجلسة الافتتاحية للجمعية، عقدت مناقشات حول المواضيع الرئيسية في تلك الحقبة، متضمنةً إلغاء التمييز العنصري والزواج بين الأعراق. شغل أيضًا منصب محرر صحيفة كريستيان ماسنجر 1960-1963.

## الحياة الشخصية
تزوج كارل هنري كليرك لأول مرة جوليانا ن. نيكوي (1897-1919)، ابنة كاتب إداري في الخدمة المدنية الاستعمارية من كريستيانسبورغ، أكرا في 7 مارس 1918 لكن زوجته وابنه المولود حديثًا توفيا سنة 1919. تزوج مرة أخرى في 6 يونيو 1929 امرأة من گا-ماشي، مارثا أيوركور كواو (1911-1989)، وكان والدها دانيال كواو تاجر سلع عامة في أدوسو. كانت مارثا كواو أيضًا صاحبة مشروع أعمال تملك مخبز. جدها لأمها، ني نغليشي آدي الأول كان الابن الأول من ني تيث تسورو الأول، مؤسس وحاكم عشيرة أوتوباي، وهو بيت ملكي في ولاية غا. كان شقيقها الأصغر ناثان كواو (1915-2005)، وهو دبلوماسي ومدرّب وموظف عمومي عمل مستشارًا رئاسيًا للعديد من رؤساء دول غانا. وكانت أيضًا خالة الاقتصادي والدبلوماسي، آمون نيكوي (1930-2002)، ومدير بنك غانا 1973-1977، ووزير المالية 1979-1981، وكانت والدتها بيتي أوبوشي كواو الشقيقة البيولوجية الكبرى لكواو. كان ابن عم مارثا كواو المحامي والقاضي الغاني، ني أماه أولينو (1906-1986) الذي انتُخب رئيسًا لـبرلمان غانا خلال الجمهورية الثانية، وشغل منصب رئيس اللجنة الرئاسية ورئيس غانا بالنيابة في الفترة 7 أغسطس-31 أغسطس 1970.
كان لكارل كليرك ستة أطفال من مارثا كواو: نيكولاس، وجورج، وأرنولد، وآنا (السيدة ساي)، وألكسندر وورثي -توفي طفلًا- وهنري. ذهب أطفال كليرك لتشكيل وظائف في الأوساط الأكاديمية، الخدمة العامة والصحافة الإذاعية.
كان كارل شاعرًا وعازفًا بارعًا. وكان حرفيًا بارعًا في العديد من الحرف منها النجارة والبناء والخياطة والرسم. وعمل في الحدائق الخلفية وتربية الحيوانات خاصةً تربية الدواجن.

## الوفاة والإرث
توفي كارل بسبب الالتهاب الرئوي في 28 مايو 1982 في منزله في أوسو، أكرا. بعد مراسم جنازته في كنيسة إيبينزير المشيخية، أوسو، دُفن جثمانه في حي رجال الدين المشيخي -القسم- من مقبرة أوسو -المعروفة سابقًا باسم مقبرة كريستيانسبورغ المدنية- في أكرا. المدرسة المشيخية للبنات في أوسو سمّت قاعة التجمعات التابعة لها باسمه تكريمًا له، تقديرًا للتضحية وجهود جمع التبرعات خلال فترة عمله مديرًا عامًا للمدارس المشيخية، القوة الدافعة الوحيدة في الحصول على المباني الدائمة للمؤسسة.